# アスタチン
アスタチン（英: astatine [ˈæstətiːn, -tɨn]）は、原子番号85の元素。元素記号は At。ハロゲン元素の一つ。約30の同位体が存在するが、安定同位体は存在せず半減期も短いため、詳しく分っていない部分が多い。

## 名称
半減期が短いため、ギリシア語で「不安定な」を意味するastatosが語源。

## 歴史
アスタチンはメンデレーエフによって「エカヨウ素」として予言された。1932年、アラバマ工科大学のフレッド・アリソンがモナザイトから85番元素を発見したと発表し、アラバミン（Alabamine - 元素記号 Ab）と命名したが後に否定された。1940年、アメリカのカリフォルニア大学バークレー校でセグレが、ビスマス209にサイクロトロンで加速したアルファ粒子を照射することによりアスタチン211を初めて生成した。

## 特徴
アスタチンは壊変系列中の短寿命生成物として存在する元素で半減期が短いのが特徴である。したがって、実験している最中にどんどん崩壊して他の元素に変わっていくため、その詳しい化学的、物理的性質は分かっていない部分が多い。融点は302 °C、沸点は337 °C（アスタチン210のものと思われる）である。
昇華性があり、水に溶け、ヨウ素に似た化学的性質を持つが、ビスマスやポロニウムのように金属と非金属の中間的性質を持つ。アスタチンはヨウ素のように甲状腺に蓄積すると思われている。また色は黒もしくは銀色と推測されている。
また、常温では揮発するが、水溶液は安定しており、四塩化炭素によって水溶液からの抽出も可能である。
自然界にはアスタチン215、アスタチン217、アスタチン218、アスタチン219の存在が知られており、それ以外の同位体は人工放射性同位体である。アスタチンの人工放射性同位体の中で最も普通に作られるのはアスタチン210、アスタチン211である。

## 用途
アスタチンは強い放射能と短い半減期（アスタチン210でも8.1時間しかない）のため、研究用以外に用途はない。
しかし、アスタチン211は高エネルギーのα線を放出するため細胞殺傷性があり、抗癌剤としての用途が期待されている。現在はアスタチン211の運び屋となる比較的長い半減期を持つ放射性同位体が研究されている。

## 同位体
アスタチンの同位体は、質量数191から223までの間に30種以上が確認されている。しかし前述のとおり安定同位体は存在せず半減期は一番短いアスタチン213で125ナノ秒、一番長いアスタチン210で8.1時間と短い。その他、20種以上の核異性体も確認されている。

### アスタチン211
アスタチン211は7.2時間の半減期を持つ同位体である。生成法はいくつかあるが、大量生産には液体ビスマスをターゲットとする209
Bi + α → 211
At + 2n反応が必須とされ、アミノ酸と結合させたアスタチン211製剤が甲状腺がんの放射線治療に使われる。日本では、2022年内服療法の第1相臨床試験が開始された。

## 自然界での発生
アスタチンは壊変系列中の短寿命生成物として存在するため、鉱物の主成分とはならず、自然界では非常に稀な元素である。そして、アスタチンはすべての元素の中で地殻含有量が最も少ない元素で、ウラン100万個の原子の中にはアスタチンの原子は数個しか存在しない。地殻中に存在するアスタチンの全量はおよそ1オンス (28 g)といわれている。
アスタチン218（半減期1.6秒）はウラン系列中でポロニウム218のβ崩壊により生じる。また、アクチニウム系列中では、フランシウム223のα崩壊によりアスタチン219（半減期56秒）が、ポロニウム215のβ崩壊によりアスタチン215（半減期0.001秒）が生じ、ネプツニウム系列中では、フランシウム221からアスタチン217（半減期0.323秒）が生じる。

## アスタチンの化合物
酸化数は7, 5, 3, 1, -1価をとることがわかっている。うち、他のハロゲン同様-1価が最も安定である。
他のハロゲンと同じように水素との化合物を作ることが知られている。知られている化合物の中では、-1価の化合物が最も多い。
- アスタチン化水素 (HAt)

性質はヨウ化水素に似ており、刺激臭を持つ有毒な気体と考えられている。
その他にも AtO、AtO3 などの化合物も確認されている。